# Битва під Брієнном
Битва під Брієнном — битва, що відбулась 29 січня 1814 року між армією Наполеона та російськими корпусами під командуванням прусського фельдмаршала Блюхера за французьке місто Брієнн (фр. Brienne-le-Château). Перша велика битва після вторгнення союзників у лютому 1814 року на територію Франції.
У ході нічної битви французам вдалось захопити замок Брієнна, натомість саме місто залишилось за росіянами. Блюхер вирішив відійти на вигіднішу позицію у напрямку до Головної армії союзників під командуванням австрійського фельдмаршала Шварценберга. За два дні, 1 лютого 1814 року, Блюхер, з'єднавшись із Головною армією, атакував Наполеона під Ла-Ротьєром і змусив французів відступити.

## Передісторія
Після розгрому у жовтні 1813 року французької армії під Лейпцигом, найбільшій битві доби Наполеонівських війн, Наполеон з рештками військ відійшов за Рейн до Франції. Російсько-пруссько-австрійські війська союзників наблизились на початку листопада 1813 року до Рейну, але вторгатись до Франції не стали. До самого початку 1814 року вони влаштовували справи в Європі: привели до капітуляції французькі гарнізони у німецьких містах (Дрезден, Данциг, Торгау тощо), де полонили десятки тисяч французьких солдат і захопили величезні арсенали із сотнями гармат. Північна армія під началом шведського кронпринца Бернадота розпалась, сам Бернадот зі своїми шведами пішов у Данію, інші корпуси вирушили до Голландії.
З 20-х чисел грудня 1813 року й до початку січня 1814 року колишня Сілезька армія прусського фельдмаршала Блюхера й Головна армія австрійського фельдмаршала Шварценберга 12 колонами перетнули Рейн, вторгаючись на територію Франції. Проти понад 200-тисячної армії союзників Наполеон мав під рукою до 70 тисяч солдат, які, прикриваючи різні напрямки, намагались затримати просування союзників.
Зимове вторгнення застало зненацька французького імператора. Поспіхом призвані 170 тисяч новобранців ще тільки-но навчались і не були належним чином озброєні. Наполеона рятували суперечності у лавах союзників, Австрія не була зацікавлена у подальших битвах і через Шварценберга утримувала наступ союзних військ. Натомість до бою рвався пруссак Блюхер, російські корпуси якого стали авангардом вторгнення. До 26 січня 1814 року союзні корпуси, обходячи фортеці, зібрались на просторі між правими притоками Сени Марною та Обом, приблизно за 200 км на схід від Парижа. 25 січня Наполеон, попрощавшись із трирічним сином та дружиною, виїхав до військ у Вітрі. Більше він ніколи не побачить свою родину.

## Диспозиція й сили супротивників
У зимових умовах союзникам доводилось розміщувати війська на квартирах у віддалених один від одного пунктах. Війська були віддалені одне від одного не менше, ніж на два переходи. Окрім того, на ворожій території союзники остерігались за свою комунікаційну лінію й розпилювали сили, щоб прикрити дороги й загрозливі напрямки, а також обложити гарнізони фортець.
До 26 січня Сілезька армія Блюхера виявилась розосередженою: два російських корпуси з його армії під командуванням генерала Ланжерона тримали в облозі прикордонний Майнц, прусський корпус Йорка спостерігав за фортецями Мец і Люксембург. У розпорядженні Блюхера залишались російський корпус генерала-від-інфантерії Остен-Сакена, висунутий до Лемона на річці Об; 9-й піхотний корпус генерал-лейтенанта Олсуфьєва, розміщений у містечку Трішельї неподалік від Брієнна; 6-й піхотний корпус генерал-лейтенанта князя Щербатова, розміщений поблизу містечка Луж на річці Об; генерал-лейтенант Ланськой з 2-ю гусарською дивізією прикривав у містечку Сен-Дізьє (фр. Saint-Dizier) комунікаційну лінію Блюхера, яка поєднувала його з корпусом Йорка. Окрім того Блюхер мав підтримку російського загону генерал-лейтенанта графа Палена (1-а гусарська дивізія з двома козацькими полками) — авангарду Головної армії Шварценберга.
Диспозиція Блюхера була спрямована з Брієнна (фр. Brienne-le-Château) у західному напрямку, на місто Труа, через яке вела велика дорога на Париж. Разом сили Блюхера оцінюються від 25 до 30 тисяч солдат.
Наполеон вирішив скористатись роздробленістю союзних сил й атакувати з тилу Сілезьку армію Блюхера, що висунулась вперед. Він зосередив 34—41 тисячу солдат у Вітрі й 27 січня вибив із Сен-Дізьє загін Ланського, відрізавши таким чином 20-тисячний корпус Йорка від Блюхера. Потім Наполеон трьома колонами вирушив на Брієнн з боку Монтьєрандера в тил Блюхеру. Перехід Наполеона сільськими дорогами, розкислими від мокрого снігу, був важким, місцеві жителі допомагали військам повозками й тягловими конями. 29 січня після другої години дня французи наблизились до Брієнну з неочікуваного боку, з лісу.
Однак фактор раптовості було зведено до мінімуму. Рано вранці козакам вдалось взяти в полон французького штабіста, полковника Бернара, який надав Блюхеру відомості про чисельність і напрямок руху французів. Блюхер негайно зайняв Брієнн корпусом Олсуфьєва. Остен-Сакену було віддано наказ терміново повернутись із Лемона до Брієнна. Окрім того, Блюхер попрохав підійти на допомогу кавалерійський авангард Палена.
Наполеон хотів залучити до нападу на Блюхера війська маршала Мортьє з Труа, однак кур'єри до Мортьє з наказами були перехоплені козаками.

## Перебіг битви
Першим 29 січня став до бою граф Пален, кавалерія Груші відкинула його до Брієнна. Наполеон потім атакував позиції корпуса Щербатова, який прикривав Брієнн зі сходу. Стрімка атака французів не мала успіху, оскільки через погану дорогу частини Наполеона вводились до бою по мірі їхнього підходу. Колона маршала Нея пробивалась у Брієнн зі сходу, колоні маршала Віктора Наполеон поставив задачу вийти на Брієнн з півдня, перерізавши дорогу на Транн, шлях відходу Блюхера до Головної армії Шварценберга.
До 4 години дня корпус Остен-Сакена пройшов через Брієнн і вдарив кавалерією в лівий фланг Наполеона спільно з кіннотою Палена. Атаку підтримали 24 російських гармати. Французи відкотились від Брієнна, залишивши свої 8 гармат в руках росіян. Наполеону довелось особисто відновлювати положення в корпусі Віктора.

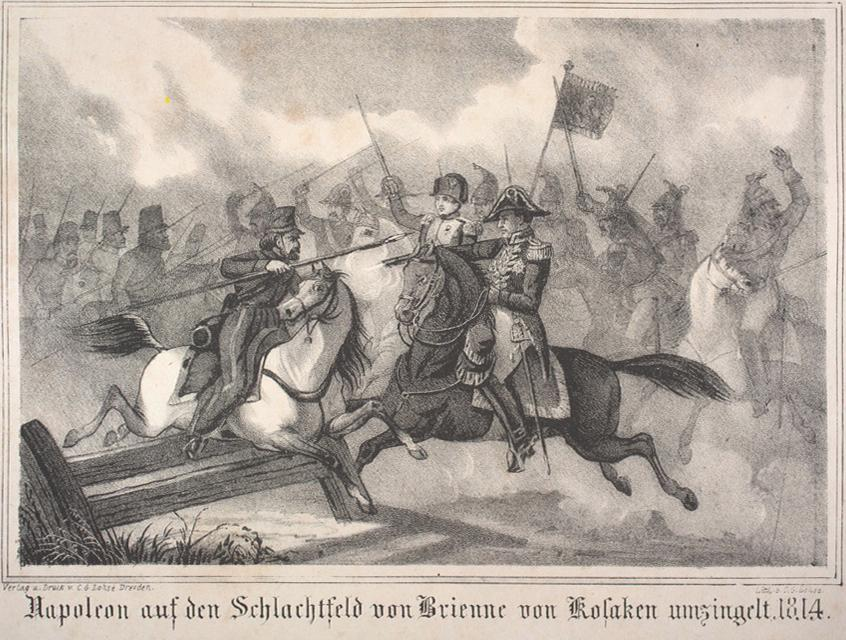
Наліт козаків на Наполеона після битви під Брієнном. Літографія XIX століття

З настанням темряви війська почали готуватись до ночівлі. У цей момент бригада з корпусу Віктора, здійснивши обхідний маневр, раптовою атакою захопила замок Брієнна, де ледь не захопила самого Блюхера. Замок розміщувався на пагорбі й панувала над містом. Потім війська Нея увірвались до міста. Блюхер силами корпусу Олсуфьєва з десятої вечора двічі намагався відбити замок, але зазнав невдачі. Тільки до 12 ночі бойові дії припинились.
Коли Наполеон після битви повертався до свого табору, на його ескорт напали козаки з піками, які проникли в тил французької армії. Наполеон був змушений відбиватись своєю шпагою, наліт козаків було успішно відбито його свитою.
О 2 ранку 30 січня Блюхер почав відступати до Транна під захист Головної армії. Темрява і слабка кавалерія не дозволили французам організувати переслідування.

## Підсумок
Втрати росіян у битві склали близько 3 тисяч солдат відповідно до напису на 50-й стіні галереї військової слави Храму Христа Спасителя.
Втрати французів оцінюються на рівні російських, теж близько 3 тисяч чоловік, було вбито двох французьких генералів.
За загальної триразової чисельної переваги союзних сил Наполеону вдалось створити перевагу над союзниками на полі бою та змусити їх відступити. Хоча Наполеону не вдалось розгромити Блюхера, тактичну перемогу було сприйнято у Франції як велику перемогу, й сильно підняла дух французьких військ, які складались із необстріляних новобранців.
Шварценберг, занепокоєний результатами битви й додержуючись обережної політики австрійського кабінету, планував відхід, але за наполяганням Олександра I висунувся на з'єднання з Блюхером. Це призвело до нової битви 1 лютого під Ла-Ротьєрою (на південь від Брієнна за декілька кілометрів), що завершилась перемогою союзників над Наполеоном.